# Xie Jin

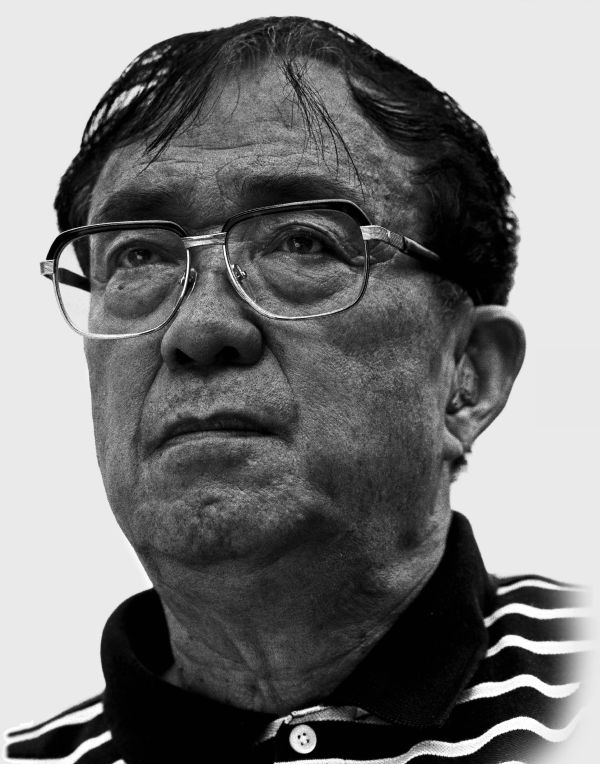
Xie Jin –

Xie Jin (chinesisch 謝晉 / 谢晋, Pinyin Xiè Jìn; * 21. November 1923 in Shaoxing, Provinz Zhejiang; † 18. Oktober 2008 in Shangyu, Zhejiang, China) war ein chinesischer Filmregisseur und Drehbuchautor.

## Leben

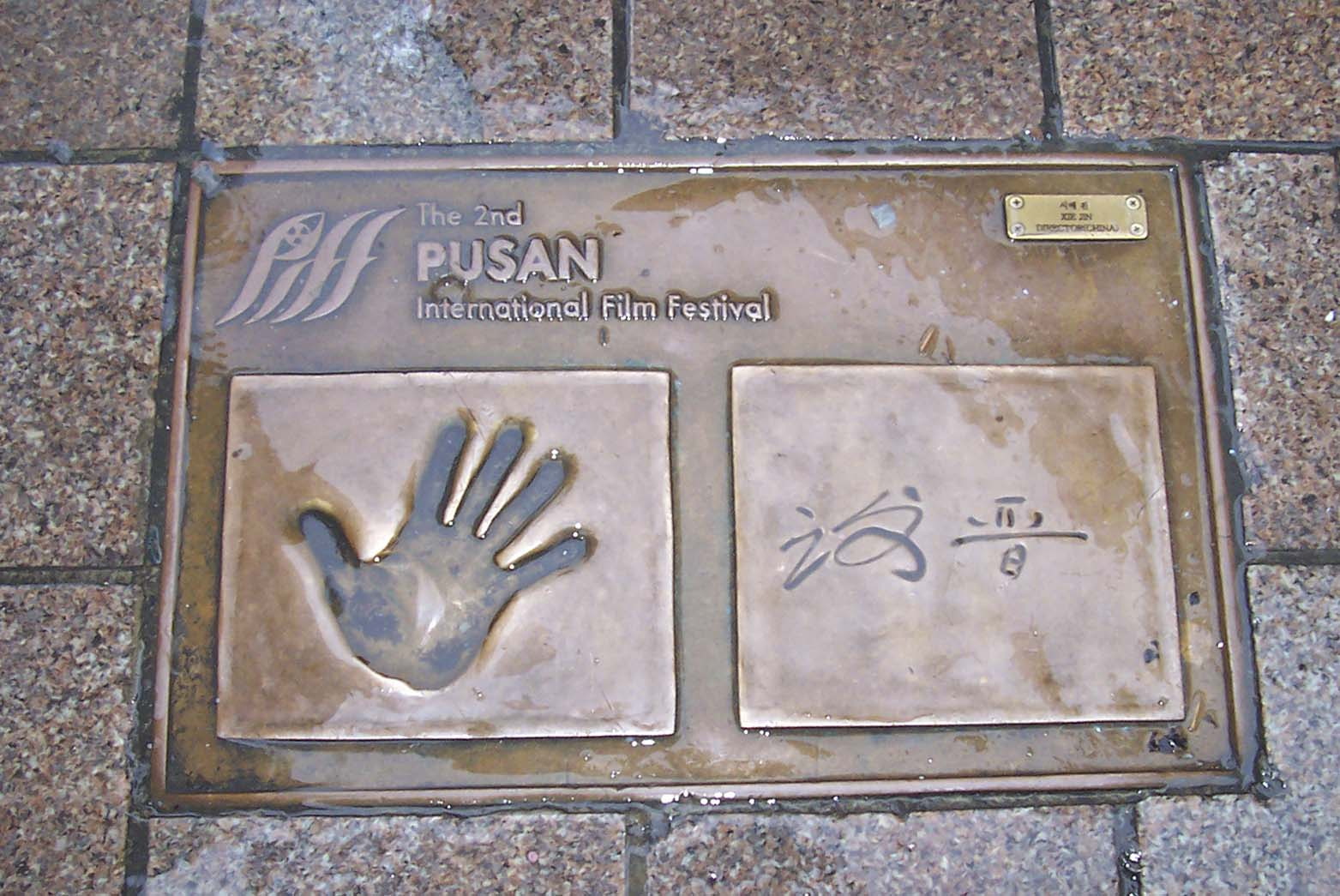
Xie Jins Handabdruck – Plakette in Busan, 2012

Xie Jin wurde als Sohn eines vermögenden Bankiers geboren und wuchs größtenteils in Shanghai auf. Er besuchte die Jiang-an-Schule für dramatische Künste in Sichuan. Xie war mit den Werken von Henrik Ibsen, William Shakespeare und Anton Tschechow vertraut und widmete sich ab 1938 als Schauspieler dem Theater. Später studierte er am staatlichen Theaterinstitut bei Cao Yu und Hon Shen. 1949 kam er durch einen Posten als Regieassistent bei den Dataong-Filmstudios in Shanghai zum Film.
Ersten Erfolg brachte ihm sein Spielfilm Nu lan wu hao (1957, englischer Titel: Woman Basketball Player No. 5) über das Leben von verschiedenen Sportlern und Sportlerinnen in China ein, mit dem er sich einen Ruf als führender Frauenregisseur machen sollte. 1961 folgte Hong se niang zi jun (1961, The Red Detachment of Women), der die Geschichte von Bauern erzählt, die in den 1930er Jahren zu Soldaten ausgebildet wurden. Drei Jahre später führte Xie Regie bei Wutai jiemei (1964, im englischsprachigen Raum als Stage Sisters oder Two Stage Sisters bekannt) über zwei befreundete Opernschauspielerinnen. Während die eine in die Kriminalität abdriftet, beginnt die andere mit der Revolutionsbewegung in den 1950er Jahren zu sympathisieren.
Nach der Veröffentlichung von Wutai jiemei wurde Xie ein Opfer der wenig später einsetzenden chinesischen Kulturrevolution in den 1960er Jahren. Er fand keine Anstellung mehr als Filmregisseur, wurde von seiner Familie getrennt und unter Hausarrest gestellt. Seine Eltern hielten dem politischen Druck nicht stand und begingen Selbstmord. Beide hatten ihrem Sohn Ende der 1940er Jahre noch geraten, in die Vereinigten Staaten auszuwandern und dort zu studieren, was Xie aber verweigert hatte. Später arbeitete Xie in Filmstudios als Putzkraft. Nach der Kulturrevolution wurde er rehabilitiert und als Assistent von Mao Zedongs vierter Ehefrau Jiang Qing berufen, mit der er „Modell-Opern“ auf die Bühne oder Leinwand brachte.
Seine früheren Werke, die sozialistischen Realismus mit der Ästhetik von Hollywood-Melodramen im Stile eines Douglas Sirk verbanden, wurden Anfang der 1980er Jahre wiederentdeckt. Wutai jiemei erhielt 1980 die renommierte Sutherland Trophy des British Film Institutes. Der Kulturrevolution widmete Xie in den 1980er Jahren mit Erfolg drei Filme, vermied es jedoch politisch sensible Themen aufzugreifen oder die chinesische Regierung in Misskredit zu bringen: Die Legende vom Tianyun-Gebirge (1980), Der Pferdehirt (1982), der ein Publikum von 150 Mio. Menschen in China erreichte, sowie Die Stadt Hibiskus mit Jiang Wen und Liu Xiaoqing (1987). Erstgenannter Film brachte Xie 1981 den Regiepreis bei den erstmals vergebenen Golden Rooster Awards ein, Chinas nationalem Filmpreis. International gelang es Xie aber nicht an den Erfolg junger Landsleute wie Chen Kaige oder Zhang Yimou heranzureichen. Einer von Xies letzten Filmen war 1997 Der Opiumkrieg, der den ersten Opiumkrieg zum Thema hatte. Mit einem Budget von 15 Mio. US-Dollar ausgestattet, war es zu diesem Zeitpunkt einer der teuersten Filme, die je von einem chinesischen Filmstudio produziert wurden.
Xie Jin war verheiratet und Vater eines Sohnes. 2008, zwei Monate nachdem sein Sohn ums Leben gekommen war, wurde der 84-jährige Regisseur tot in einem Hotel im Südosten Chinas aufgefunden, wo er an den 100-Jahr-Feierlichkeiten seiner ehemaligen Schule hatte teilnehmen wollen. Die näheren Todesumstände sind nicht bekannt. Xie war der erste chinesische Filmemacher, der Mitglied der Academy of Motion Picture Arts and Sciences und der Directors Guild of America wurde. 1987 war Xie unter anderem neben Néstor Almendros und Klaus Maria Brandauer in der Wettbewerbsjury der Filmfestspiele von Venedig vertreten, die Hou Hsiao-Hsiens Drama Eine Stadt der Traurigkeit mit dem Goldenen Löwen auszeichnete.

## Filmografie (Auswahl)
- 1957: Nülan wuhao – 女籃5號 / 女篮5号, englisch Woman Basketball Player No. 5
- 1961: Hongse niangzijun – 紅色娘子軍 / 红色娘子军, englisch The Red Detachment of Women
- 1962: Dali, Xiaoli he Laoli – 大李，小李和老李 englisch Big Li, Little Li and Old Li
- 1965: Wutai jiemei – 舞台姐妹 englisch Two Stage Sisters
- 1975: Chunmiao – 春苗, englisch Spring Sapling
- 1977: Qingchun – 青春, englisch Youth – „Die Jugend“
- 1979: A, yaolan – 啊！搖籃 / 啊！摇篮, englisch Cradle – „Die Wiege“
- 1980: Tianyunshan chuanqi – 天雲山傳奇 / 天云山传奇, englisch Legend of Tianyun Mountain – „Die Legende vom Tianyun-Gebirge“
- 1982: Mu ma ren – 牧馬人 / 牧马人, englisch The Herdsman – „Der Pferdehirt“
- 1984: Qiu Jin – 秋瑾 englisch Qiu Jin: A Revolutionary
- 1985: Gaoshan xia de huahuan – 高山下的花環 / 高山下的花环, englisch Wreaths at the Foot of the Mountain
- 1987: Furong zhen – 芙蓉鎮 / 芙蓉镇, englisch Hibiscus Town – „Die Stadt Hibiskus“
- 1989: Zuihou de guizu – 最後的貴族 / 最后的贵族, englisch The Last Aristocrats
- 1992: Qingliangsi de zhongsheng – 清涼寺鐘聲 / 清凉寺的钟声, englisch Bell of Purity Temple
- 1993: Laoren yǔ gou – 老人與狗 / 老人与狗, englisch An Old Man and His Dog
- 1994: Bailuyuan
- 1995: Nü'er gu – 女兒谷 / 女儿谷, englisch Penitentiary Angel, Behind the Wall of Shame
- 1997: Yapian zhanzheng – 鴉片戰爭 / 鸦片战争, englisch The Opium War – „Der Opiumkrieg“
- 2000: Nüzu jiuhao – 女足九號 / 女足九号, englisch Woman Soccer Player No. 9

## Auszeichnungen
- Hundred Flowers Awards, Hundred Flowers Award 1962 für die beste Regie – Hong se niang zi jun
- British Film Institute, Sutherland Trophy 1980 für den Film – Wutai jiemei
- Golden Rooster Awards, Golden Rooster 1981 für den Film – Tian yun shan chuan qi
- Golden Rooster Awards, Nominierung für den Golden Rooster 1985 für die beste Regie – Gao shan xia de hua huan
- Internationales Filmfestival Karlovy Vary, Crystal Globe 1988 für den Film – Fu rong zhen
- Beijing Film Academy, Jury Award 1996 Ehrenpreis für den Film – Nü'er gu
- Montréal World Film Festival, Nominierung Grand Prix des Amériques 1997 für den Film  – Der Opiumkrieg (Yapian zhanzheng)
- Golden Rooster Awards, Nominierung für den Golden Rooster 1997 für die beste Regie – Der Opiumkrieg (Yapian zhanzheng)
- Golden Rooster Awards, für das Lebenswerk – Lifetime Achievement Award 2005